# Ludwik Jan Maria de Bourbon
Ludwik Jan Maria de Bourbon, fr. Louis Jean Marie de Bourbon, duc de Penthièvre (16 listopada 1725 w Rambouillet – 4 marca 1793) – książę Penthièvre, francuski szlachcic i admirał.
Urodził się w Rambouillet jako jedyny syn Ludwika Aleksandra Burbona (1678–1747), hrabiego Tuluzy i legitymizowanego syna króla Ludwika XIV. Jego matką była Maria Wiktoria de Noailles (1688–1766). Po śmierci ojca Ludwik odziedziczył wszystkie jego stanowiska i ziemie, stając się jednym z najbogatszych ludzi we Francji. Dodatkowo po śmierci synów jego stryja Ludwika Augusta odziedziczył również ich ziemie: Dombes (w 1755) i Eu (w 1775), oraz zamki w Sceaux, Anet, Aumale, Dreux i Gisors.
Służył w wojsku pod dowództwem wuja – marszałka Adriena Maurice’a de Noailles. Walczył wspaniale w bitwie pod Dettingen (1743) i pod Fontenoy (1745). Tytuł admirała Francji traktował jednak wyłącznie jako synekurę. Po odbyciu służby wojskowej zamieszkał w zaciszu Rambouillet i Sceaux. Wspierał młodych poetów, takich jak Jean-Pierre’a Clarisa de Florian, i działał charytatywnie. Przeżył swojego syna i dziedzica – Ludwika Aleksandra księcia de Lamballe - oraz wdowę po nim – Marię Luizę Savoy księżnę de Lamballe, przyjaciółkę królowej Marii Antoniny, zamordowaną 3 września 1792. Ostatecznie jego ogromną fortunę odziedziczyła córka – Ludwika Maria.
Przeniósł ciała ojca, matki i swoich dzieci z Rambouillet do Collégiale Saint-Étienne w Dreux. Tam w czasie rewolucji francuskiej groby zostały splądrowane, a ciała wrzucono do wspólnej mogiły. Na miejscu mogiły wybudowano później kaplicę królewską w Dreux – nekropolię dynastii orleańskiej. Jego imieniem nazwano ulicę w Paryżu, niedaleko Avenue des Champs-Élysées. Numer 11 przy rue de Penthièvre – budynek z dużym ogrodem, pochodzący z czasów I Cesarstwa - uważany jest za rezydencję wnuka Ludwika – Ludwika Filipa I, króla Francuzów, z czasów jego młodości. Pod koniec XIX wieku w tym budynku znajdowała się amerykańska ambasada, zaś w latach 20. XX wieku mieścił się w nim salon couture projektantki mody – Lucy Lady Duff-Gordon (Lucile).

## Rodzina

### Wywód przodków
| 4. Ludwik XIV                     |  |                                 |  |  |                      |
|                                   |  | 2. Ludwik Aleksander de Bourbon |  |  |                      |
| 5. Markiza de Montespan           |  |                                 |  |  |                      |
|                                   |  |                                 |  |  | 1. Ludwik de Bourbon |
| 6. Anne Jules de Noailles         |  |                                 |  |  |                      |
|                                   |  | 3. Maria Wiktoria de Noailles   |  |  |                      |
| 7. Marie François de Bournonville |  |                                 |  |  |                      |
|                                   |  |                                 |  |  |                      |

### Małżeństwo i potomstwo
29 grudnia 1744 Ludwik poślubił Marię Teresę Felicitę d’Este-Modène (1726–1754), córkę Franciszka III Este, księcia Modeny, i Charlotty Aglaé Orleańskiej. Para miała siedmioro dzieci:
- Louis Marie de Bourbon (1746),
- Louis Alexandre de Bourbon (1747–1768), książę de Lamballe, mąż Marii Luizy Savoie,
- Jean Marie de Bourbon (1748–1755), książę de Chateauvillain,
- Vincent Marie Louis de Bourbon (1750–1752), hrabia de Guingamp,
- Marie Louise de Bourbon (1751–1753),
- Louise Marie Adélaïde de Bourbon (1753–1821), nazywana mademoiselle de Penthièvre, żona Ludwika Filipa Józefa Burbona, księcia Orleanu,
- Louis Marie Félicité de Bourbon (1754).